# Telebasis demarara
Telebasis demarara – gatunek ważki z rodziny łątkowatych (Coenagrionidae). Występuje w północnej części Ameryki Południowej; stwierdzony w Gujanie, Surinamie, Gujanie Francuskiej, na Trynidadzie oraz w stanie Pará w północnej Brazylii.